# تل بشارة
تل بشارة Tell Beshara. هو موقع أثري تلي يقع على بعد حوالي 120 متر جنوب غرب تل حزين، والذي يقع على بعد 11 كم جنوب غرب بعلبك في محافظة بعلبك الهرمل. تشير التواريخ حسب دراسة ومعاينة وتحليل مواد موقع تل بشارة على الأقل إلى العصر البرونزي الأوسط.

## الحفريات الأركيولوجية
بدأت أول حفريات لدراسة الموقع الأثري التلي سنة 1933, ثم عاودت حفريات بحثية سنة 1966. والفريق المتخصص الذي قام بحفريات أركيولوجية للموقع يتكون من علكاء ومتخصثي علم الآثار التاليين: ج. كينغ، لورين كوبلاند، بيتر ج. ويسكومب (بالحروف اللاتينية:	J. King, Lorraine Copeland, Peter J. Wescombe)